# توني وليامز (لاعب دوري الرغبي)
توني وليامز (بالإنجليزية: Tony Williams)‏ هو لاعب دوري الرغبي أسترالي، ولد في 12 ديسمبر 1988 في سيدني في أستراليا.

## روابط خارجية
- توني وليامز على موقع ItsRugby.co.uk (الإنجليزية)